# ピリメタミン
ピリメタミン (英語: Pyrimethamine) は、ロイコボリンと併用してトキソプラズマ症やシストイソスポーラ症の治療に用いられる医薬品。ダラプリム (Daraprim) の名で市販されている。また、後天性免疫不全症候群患者のニューモシスチス肺炎 (PCP) を予防する第2選択肢として、ジアフェニルスルホンと共に用いられる。以前はマラリアにも使用されていたが、耐性原虫の出現のため現在では推奨されていない。ピリメタミンは経口摂取される。
抗葉酸剤に分類され、葉酸の代謝を阻害しDNA合成を妨げることによって作用する。一般的な副作用には、胃腸障害、重度のアレルギー反応、骨髄抑制が含まれる。葉酸欠乏性貧血の患者には使用すべきでない。また、発がんリスクを上昇させる可能性が懸念されている。妊婦に処方されることがあるが、胎児に対する安全性は不明である。
ピリメタミンは1952年に発見され、1953年から医療に用いられている。WHO必須医薬品モデル・リストに掲載されており、医療システムに必要な最も効果的で安全な医薬品と見なされている。

## 各国での状況
2015年時点でアメリカ合衆国ではジェネリック医薬品は存在せず、ピリメタミンを唯一製造していたインパックス・ラボラトリーズ社から販売権を買収したチューリング・ファーマシューティカルズ社のCEOマーティン・シュクレリにより、同年にピリメタミンの価格は1錠あたり13.50米ドルから750米ドル（治療1コースあたり75,000米ドル）に値上げされた（ダラプリム価格高騰問題）。シュクレリのダラプリム値上げ強行は全米の反発を生み、2020年にCerovene Inc社によるスルホンアミド系抗菌薬との合剤が、ジェネリック医薬品として初めてアメリカ食品医薬品局の認可を受けた。
他の地域ではジェネリック剤が入手可能で、価格は0.05から0.10米ドル程度である。
日本では2021年現在未認可。しかし、日本感染症学会が厚生労働省の「医療上の必要性の高い未承認薬・適応外薬検討会議」に対しトキソプラズマ治療薬としてのピリメタミンの開発要望を提出したのを受けて、2013年1月に厚生労働省より開発要請がなされた。これを受けてグラクソ・スミスクラインが2015年にトキソプラズマ用の希少疾病用医薬品としての認可を厚生労働省から受け、発売へ向けて治験を進めている。